# NGC 1632
NGC 1632 = IC 386 ist eine linsenförmige Galaxie vom Hubble-Typ SB0-a im Sternbild Eridanus am Südsternhimmel. Sie ist schätzungsweise 219 Millionen Lichtjahre von der Milchstraße entfernt und hat einen Durchmesser von etwa 65.000 Lichtjahren. Im selben Himmelsareal befinden sich u. a. die Galaxien NGC 1636 und IC 382.
Das Objekt wurde im Jahr 1886 vom US-amerikanischen Astronomen Frank Muller entdeckt.